# Doug Hepburn
Doug Ivan Hepburn (Vancouver, 16 de septiembre de 1926-22 de noviembre de 2000) fue un campeón mundial de halterofilia canadiense.

## Biografía
Nacido en Vancouver con un pie deforme y un ojo cruzado, esas desventajas no le impidieron convertirse en el campeón canadiense de halterofilia en 1950 y ganar medallas de oro en 1953 en Estocolmo y en los Juegos de la Mancomunidad de 1954 en Vancouver. Fue nombrado el habitante de Columbia Británica de 1954.
Al igual que su padre y su padrastro, tuvo problemas con el alcoholismo y con la depresión. Después de su éxito como halterófilo, se convirtió en luchador profesional a partir de 1954 y hasta 1960.
En 1963, a la edad de 37 años, abrió un gimnasio, donde promocionaba la venta de suplementos deportivos, como la proteína pura.
Hepburn fue cantante y escritor de canciones, la más conocida de las cuales fue Hepburn Carol. Hepburn tenía tendencias literarias, y se sabe que escribió varios poemas. Murió de una úlcera perforadora a la edad de 74 años.